# 史蒂夫·纳什
史蒂芬·約翰·纳什（英語：Stephen John Nash，1974年2月7日—），生于南非，加拿大前職業籃球運動員，司職控球後衛。奈許從小生活在加拿大，高中階段即有成功的籃球經歷，並藉此被美國聖克拉拉大學錄取。在大學的四年間，他帶領校隊聖克拉拉野馬三次參加NCAA男籃錦標賽，兩次獲得美國西海岸體育協會的年度最佳運動員稱號。
奈許是聖克拉拉大學校隊的助攻王，畢業後參加了1996年NBA選秀大會，並在第一輪第15順位被鳳凰城太陽隊選中。在太陽經歷不如意的兩個賽季之後，奈許於1998年被交換至達拉斯小牛隊。在小牛效力的第三賽季，他第一次經票選在NBA全明星賽亮相，並進入季末的NBA最佳陣容。2002-03賽季，奈許與德克·諾維斯基、邁克爾·芬利攜手將達拉斯小牛帶入西部決賽。2003-04賽季結束後，奈許成為自由球員，並重返鳳凰城。
2004-05賽季，奈許率太陽隊進入西部決賽，並當選聯賽最有價值球員（MVP）。次年，他再次獲此殊榮。2006-07賽季，奈許敗給諾維茨基，未能第三度加冕。2006年，ESPN將奈許評為史上第九偉大的控球後衛，在職業生涯中，奈許多次成為聯賽的助攻王，其罰球命中率也常常高居榜首。他也是歷史上三分球、罰球、總助攻與場均助攻數據最為出色的球員之一。奈許四次榮登「180俱樂部」，為NBA史上最多。2015年3月22日，因左腳骨折以及背傷神經疼痛之緣故，奈許宣布退休。
奈許個性謙和、友善、無私且注重團隊，在球場內外都是出名的好好先生。在工作之餘，他也積極投身於慈善和人道主義工作，個人愛好包括足球和電影製作等。2004年，奈許獲頒ESPY最佳運動員獎。2006年，《時代週刊》將奈許評為100位世界上最具影響力的人物之一。2007年12月28日，奈許獲得了加拿大最高的平民榮譽勛章——加拿大勛章。2008年6月3日，加拿大星光大道上刻下了奈許的名字。2009年9月18日，維多利亞大學授予奈許法學榮譽博士學位，以表彰他在體壇以及人道工作方面的傑出成就。2012年，奈許獲頒專為獎勵公眾形象良好球員的「魔術強森獎」。2021年，入選NBA75大球星。

## 生平

### 早年
1974年2月7日，史蒂夫·奈許出生在南非約翰內斯堡，父母分別來自英格蘭和威爾士。在他18個月大時，全家遷往加拿大薩斯喀徹溫省的里賈納，不久又搬到溫哥華，最終定居在卑詩的維多利亞。奈許在十二三歲之前，僅接受足球和冰球的訓練，從未接觸過籃球。在八年級時，奈許卻告訴母親：某一天，自己也能在NBA打球，並成為一分子。
高中生活
奈許原在道格拉斯山高中就讀，但因成績不佳，父母決定送他進入私立聖米歇爾斯寄宿學校。奈許在籃球、足球和橄欖球項目上大放異彩。在他效力學校籃球隊的最後一年，獲得場均21.3分，11.2次助攻和9.1個籃板的數據，幾乎達到「三雙」。1991-92賽季，他帶領球隊獲得了卑詩省錦標賽的冠軍。

### 大學生涯
儘管奈許的教練伊恩·海德-萊向超過30所美國大學發出推薦信，強調他在高中時的表現，奈許並未受到任何錄取通知。直到聖克拉拉大學的教練迪克·戴維要求觀看奈許的錄像之後，情況才有所改觀。在親眼觀看奈許的表現之後，戴維說：「我當時激動不已，只盼著他沒被別人發現。這傢伙的天賦，用不著諾貝爾獎得主就能看得出來。我得祈禱不要有其他著名球探搶走他。」然而，他還是告訴奈許，奈許是他見過的「防守最差的球員」。
1992-93學年，奈許獲得了聖克拉拉大學的獎學金。這一年是聖克拉拉野馬隊出現在NCAA男子籃球錦標賽的第五年，奈許帶領球隊獲得了由西海岸體育協會（WCC）舉辦的聯賽冠軍，並且在NCAA男子籃球錦標賽首輪爆冷擊敗了二號種子亞利桑那野貓，在那場比賽中，奈許最後30秒投進了6個罰球。但在次輪，聖克拉拉野馬就被天普大學擊敗。雖然如此，這一年聖克拉拉的表現還是被看作非常成功的。然而，在接下來的一個賽季，聖克拉拉野馬僅在WCC聯賽中取得了5勝7負的戰績，無緣NCAA男籃錦標賽。在1994-95賽季，聖克拉拉野馬強勁反彈，再度成為WCC聯賽的冠軍，奈許也獲得了該年的西海岸體育協會最佳球員。在該季的NCAA男籃錦標賽中，野馬被密西西比州立大學擊敗。該季以後，奈許開始考慮是否成為一名職業運動員，但當他得知他可能不會在1995年NBA選秀的第一輪被選中時，他決定放棄。
在1995-96賽季，進入國家隊的奈許受到了媒體和專業球探的關注，整個夏天，他都在努力提高球技，並與著名球星加里·佩頓和賈森·基德一同訓練。這一季，聖克拉拉大學在WCC聯賽中成功衛冕，奈許同樣也衛冕了WCC年度最佳球員的稱號，這是聖克拉拉大學在庫特·蘭比斯畢業後的第一次衛冕該項賽事。野馬作為NCAA男籃錦標賽的10號種子，在首輪擊敗了七號種子馬里蘭，此役奈許得到28分。但是，聖克拉拉在之後被堪薩斯大學淘汰。奈許優異的表現讓他進入了由美聯社和美國籃球記者協會（USBWA）共同評選的全美最佳球隊（All-America Team）名單。他也以該校歷史助攻（510次助攻）和罰球命中率（86.2%）第一的身份結束了四年學習生涯，他的總得分（1689分）也排在了學校歷史的第三位。2006年9月，奈許在校期間穿著的11號球衣退役，他是該校第一個獲此殊榮的運動員。

#### 大學統計數據
| 賽季    | 大學         | 上場次數 | 先發次數 | 上場時間 | 投篮命中率 | 三分球命中率 | 罚球命中率 | 篮板 | 助攻 | 抄截 | 阻攻 | 得分 |
| ------- | ------------ | -------- | -------- | -------- | ---------- | ------------ | ---------- | ---- | ---- | ---- | ---- | ---- |
| 1992–93 | 聖克拉拉大學 | 31       | ...      | 24.0     | 42.4       | 40.8         | 82.5       | 2.5  | 2.2  | 0.8  | 0.1  | 8.1  |
| 1993–94 | 聖克拉拉大學 | 26       | 23       | 29.9     | 41.4       | 39.9         | 83.1       | 2.5  | 3.7  | 1.3  | 0.0  | 14.6 |
| 1994–95 | 聖克拉拉大學 | 27       | 27       | 33.4     | 44.4       | 45.4         | 87.9       | 3.8  | 6.4  | 1.8  | 0.1  | 20.9 |
| 1995–96 | 聖克拉拉大學 | 29       | ...      | 33.8     | 43.0       | 34.4         | 89.4       | 3.6  | 6.0  | 1.3  | 0.0  | 17.0 |
| 生涯    |              | 113      | ...      | 30.1     | 43.0       | 40.1         | 86.7       | 3.1  | 4.5  | 1.3  | 0.1  | 14.9 |

### 球員生涯

#### 鳳凰城太陽
1996年，奈許在大學修得了社會學學位，並在同年NBA選秀第一輪第15順位被太陽隊選中。當球迷們得知這個決定以後，對於球隊選擇了這個不知名的球員報以不滿的噓聲。這主要的原因是奈許所屬的學校，從來沒有參加過BCS體育協會舉辦的比賽。在最初的兩個賽季中，奈許作為凱文·約翰遜、薩姆·卡塞爾以及賈森·基德的替補征戰NBA。
在新秀賽季中，奈許只獲得了場均10.5分鐘的上場時間，但在第二賽季，奈許進步明顯，三分和中投命中率甚至排在了聯盟的第13位。儘管如此，奈許與鳳凰城太陽到最後還是沒有簽訂續約合同。當奈許還在大學時，結識那時擔任金州勇士的助理教練唐·尼爾森，之後後者跳槽到達拉斯小牛，唐尼·尼爾森說服他的父親唐納德·尼爾森後，後者當時兼任達拉斯小牛的教練與總經理兩個職位，於是達拉斯小牛用馬丁·穆瑟普、布巴·威爾斯加上一個第一輪選秀權和帕特·加里蒂的選秀權交換了奈許。

#### 達拉斯小牛
在達拉斯，奈許成為了NBA全明星級球員。奈許在小牛的第一年（1998-99賽季），恰逢NBA勞資談判失敗，奈許只出席了40場比賽，場均得到7.9分，2.9個籃板，5.5次助攻，小牛並未躋身那一年的NBA季後賽。在隨後的1999-2000賽季，球隊進步明顯。奈許在聯賽中期由於腳踝的傷勢，缺席了25場比賽，但在他復出後，六次拿到了兩雙。該季，他平均每場得分8.6分，助攻4.9次。對球隊更為重要的是，奈許的隊友諾維斯基進步迅速，成為了聯盟的頂尖球星之一，老將芬利也進入了全明星陣容，新老闆馬克·庫班的到來也使球隊重獲新生。這些都給奈許帶來了一個良好的進步環境。
在2000-01賽季，奈許場均獲得15.6分，7.3次助攻，主導了球隊的進攻，加上諾維斯基、芬利和朱萬·霍華德的優異表現，小牛10年來首次成功獲得了季後賽的入場券。可惜，在西部半決賽中，小牛以1:4的比分被聖安東尼奧馬刺擊敗。在2001-02賽季，奈許以場均17.9分，7.7次助攻創造了職業生涯的新高，並首次進入了全明星賽以及季末的NBA最佳陣容（三隊）。作為全明星之一，他開始與隊友諾維斯基和芬利出席一些商業通告，他們三人也被親切地稱為「Big Three」。在這一年的季後賽中，小牛並未能取得進步，被薩克拉門托國王擋在西部決賽門外。
奈許在02-03賽季的數據和前一個賽季相差無幾：場均獲得17.7分和7.3次助攻，也再次入選了NBA全明星賽和NBA最佳陣容三隊。季中，奈許和諾維斯基帶領小牛取得了14連勝，一路殺進西部決賽，但再次被聖安東尼奧馬刺以4:2的總比分淘汰。在接下來的一個賽季中，奈許的場均助攻和罰球命中率再次達到了他職業生涯的新高，但他並沒能進入全明星隊和最佳陣容，小牛也在季後賽第一輪就被薩克拉門托國王淘汰。
在這個賽季結束以後，與庫班談判合同失敗的奈許成為了自由球員，合同失敗的原因是庫班希望把薪金空間留給諾維斯基這樣的年輕球員，而非與奈許簽署一份長約。老東家菲尼克斯太陽則願意提供一份為期六年，總價值6千3百萬的合約。奈許並不想離開達拉斯，但在再次與庫班交涉無果後，他最終選擇了回到鳳凰城。後來奈許在太陽奪得兩次最有價值球員獎，庫班對此後悔不已，他在2006年6月14日的大衛深夜秀中說：「......奈許棒極了，我對他愛到無可救藥，但為什麼他為我們效力時卻拿不出MVP的表現？」

#### 重返鳳凰城
奈許重新加盟了當時擁有肖恩·馬里昂、喬·約翰遜和阿瑪雷·斯塔德邁爾等多名年輕球員的太陽。在奈許到來前的03-04賽季，太陽取得了29勝53負的糟糕戰績。奈許對於太陽主教練麥克·德安東尼的跑轟戰術適應良好，重返太陽的首個賽季即率隊取得了62勝20負的驕人戰績，球隊的場均得分亦為十年新高（110.4）。作為球隊的組織者，奈許個人的例行賽場均成績是11.5次助攻，投籃命中率50.2%，三分命中率高達43.1%，首次成為聯盟助攻王，並獲得最有價值球員獎。在季後賽中，太陽相繼擊敗了孟菲斯灰熊和達拉斯小牛，在1993年後首次闖進西部決賽，但最終惜敗於聖安東尼奧馬刺。
05-06賽季，斯塔德邁爾飽受一系列的膝傷困擾，加之昆廷·理查德森和喬·約翰遜被換走，太陽主力近乎只剩下奈許跟馬里昂倆人。但在奈許的帶領下，球隊依舊取得了54勝28負的戰績，成為太平洋賽區冠軍，也再度成為聯盟平均得分最高的球隊。其中拉加·貝爾、伯利斯·迪奧、林德羅·巴博薩、肖恩·馬里昂等一干新球員都在奈許帶領下打出生涯最佳表現。因此成就奈許再獲MVP。奈許該季多項數據再創新高，第二次成為聯盟助攻王，罰球命中率高居全聯盟第一。他在全明星賽中博得先發位置，並得到明星周末技巧賽冠軍。在季後賽首輪，太陽4:3艱難地擊敗了洛杉磯湖人，次輪，他們遭遇了另一支洛杉磯球隊快艇，這一輪系列賽，太陽再次打滿七場，幸運地進入了西部決賽，不過最終被達拉斯小牛淘汰。
在06-07賽季，奈許同樣表現優異，平均每場得到18.6分，11.6次助攻也創造了他職業生涯的新高，使他三度霸佔聯盟助攻王寶座，這也是既魔術師約翰遜之後，第二個在常規賽場均得分突破18分助攻突破11次的運動員。在該年的NBA最佳陣容評選中，奈許以得票第一的身份成功躋身第一陣容，同樣進入第一陣容的還有他的隊友斯塔德邁爾。奈許在年度MVP的評選中以39票之差敗給諾維斯基，沒能上演帽子戲法。在這年的季後賽中，太陽在西部半決賽中遭遇到馬刺，以2比4敗北。
07-08賽季，奈許在常規賽中一共出場81次，帶領太陽獲得了55場勝利，並以西部第六晉級季後賽。2008年1月31日，奈許第六次成為全明星隊的一員。在與邁阿密熱火互換肖恩·馬里昂與四次NBA冠軍得主沙奎爾·歐尼爾後，太陽在季後賽中仍舊無所作為，第一輪就敗給了聖安東尼奧馬刺。奈許在這一系列賽的第五場比賽中表現不佳，僅得到8分3次助攻，並在最後階段出現致命失誤，最終只入選了NBA第二陣容。
08-09賽季，更為保守的特里·波特取代了德安東尼成為太陽隊的新任主帥。但太陽全隊在適應新陣容上遇到了一點麻煩，甚至在將拉加·貝爾和波利斯·迪奧送到夏洛特山貓交換搖擺人賈森·理查德森後仍無起色。次年2月，在太陽取得29勝28負的糟糕戰績後，球隊解僱了波特，由阿爾文·金特利前來取代了他。儘管更換了教頭，太陽還是遺憾的被擋在季後賽大門之外，這也是奈許重返鳳凰城後第一次無緣季後賽。
在09-10賽季，多半都認為已經36歲的奈許將會因白人球員常見的突發性退化而退休。但奈許以場上表現再一次打破外界的疑慮。2010年1月21日，奈許第七次入選全明星隊並成為先發控衛，並第二次得到明星周末技巧賽冠軍。本季奈許的上場時間雖是歷年來最低的32.8分鐘，卻有巔峰時期的場均16.5分、11助攻，第四次加冕助攻王，命中率依舊維持在可怕的水準，罰球命中率再度高居聯盟第一。配上本季太陽破繭而出的板凳群，奈許再一次帶領太陽隊重返季後賽。且在第二輪擊敗了近年宿敵聖安東尼奧馬刺。在兩隊系列賽第四場對戰，退無可退的馬刺當家球員提姆·鄧肯用一記枴子打傷奈許一邊的眼睛。奈許在下場稍作包紮後，無視只剩一隻眼睛看得見的劣勢重新回到場上，並在第四節單節獨拿10分、5助攻，表現甚至比前三節的10分、4助攻出色。賽後奈許說：「感覺很棒，能夠擊敗馬刺總算是苦盡甘來。」，四比零橫掃馬刺後，再度挺進西區冠軍賽，與湖人血戰六場後以2-4惜敗，結束了賽季。
2010-2011賽季的季前與開季後不久，與奈許長期合作的隊友阿瑪雷·斯塔德邁爾、林德羅·巴博薩、以及奈許指導的新秀戈蘭·德拉季奇等球員先後被交易走。儘管奈許本季第五次成為聯盟助攻王，但是團隊戰力不佳的太陽隊，在他加盟後第二次無緣季後賽。
2011-2012賽季，因勞資糾紛，賽季縮水剩66場比賽。2012年1月31日，奈許第八次成為全明星隊的一員，每一場比賽的助攻數為全聯盟最多。4月21日，奈許的例行賽總助攻數達到史上第五名。本季團隊戰力依然不佳的太陽以西區第九名失去季後賽門票。在例行賽最後一場，在主場對馬刺隊以5分之差敗北，也代表太陽與奈許的緣分已盡，但是比賽結束時，奈許獲得全場球迷的歡呼，球迷們大喊:「我們要你」，光榮的結束這一年的球季。高齡38歲的奈許，上場時間是歷來最低的31.6分鐘，但仍有場均12.5分、10.7助攻，助攻數居聯盟第二，投籃命中率53.2%則再度達到個人生涯最高。

#### 洛杉磯湖人
纳什先簽後換以3年2500萬合約加盟湖人，而太陽則取得拉瑪爾·奥多姆交易的TE以及2013年、2015年首輪選秀權，加上2013年、2014年二輪選秀權。對此奈許曾表示，因為優先考慮家庭和孩子的因素，而並未選擇東區的球隊。此外由於湖人13號已隨著威爾特·張伯倫退休，纳什將自己的背號改成10號，藉此向格倫·霍德爾（曾效力於纳什所支持的托特納姆熱刺）、席內丁·席丹等卓越的足球員致敬。
2013年1月8日，NBA常规赛火箭迎战湖人的比赛进行到第2节还剩19秒，纳什助攻贾米森上篮得手，得到了本场比赛第6次助攻，生涯总助攻数破万，成为了NBA历史上第五位完成10000次助攻的球员。
2014年4月8日，在湖人主场对阵火箭的比赛中，纳什生涯总助攻数达到了10,335次，成功超越马克-杰克逊占据历史助攻榜第三位。

### 退役
2015年3月21日，奈許正式宣布退役。
2015年10月30日太陽對戰拓荒者的中場，將為奈許舉辦加入球隊「榮譽之戒」殿堂儀式。
與上季總冠軍金州勇士完成協商，奈許出任勇士兼職的球員培養顧問，指導勇士後衛。
2017年6月13日，金州勇士隊擊敗克里夫蘭騎士隊，奪下2016-17年的NBA總冠軍，奈許以勇士隊球員發展顧問的身分獲得人生第一個NBA的冠軍戒指。

### 執教
2020年9月3日，纳什與布魯克林籃網簽下4年合約成為籃網第23任總教練。
2022年11月1日，纳什離任總教練一職。

## 國際比賽生涯
自1993年開始，奈許就為加拿大國家隊效力。他當時代表加拿大國家隊參加了世界大學生運動會，只是惜敗給了擁有芬利、斯塔德邁爾等球星的美國隊，獲得了一枚銀牌。
2000年悉尼奧運會，奈許成為了加拿大隊的隊長。在小組循環賽中，加拿大分別擊敗了西班牙和南斯拉夫，闖進了半準決賽。其中，在與後者的比賽中，奈許拿到了26分，8個籃板，8次助攻的准三雙成績。但在半準決賽中，加拿大輸給了法國，奈許帶著眼淚離開了賽場。奈許賽後失望地說：「我很傷心，我覺得我讓每個人都失望了，我們本能繼續留在比賽中的，我們足夠優秀。」但他也說，加拿大的年輕球員讓他倍感希望。在與俄羅斯男籃進行的7-8名排位賽中，他們取得了勝利，並最終排名這屆奧運會的第七名。奈許的表現讓他在家鄉一舉成名，並在當年的萊昂內爾·科納徹獎投票中獲得第五的佳績，這個獎項專門表彰優秀的加拿大男性運動員。
在波多黎各聖胡安進行的2004年雅典奧運會籃球預選賽中，雖然奈許獲得了MVP，但加拿大排名第四，無緣雅典奧運會。那也是奈許最後一次身披國家隊的戰袍。在2007年12月，奈許正式宣佈退出加拿大國家隊。
2010年冬季奧運，奈許是負責傳遞聖火及點燃主火炬的四位運動員之一，也是第一位有此經歷的NBA球員。2012年倫敦奧運會，奈許擔任加拿大國家隊總經理。2012年8月，他繼續擔任此一職位，奈許並在所舉辦的訓練營中親自參與訓練控衛，以提升國家隊的競技水準。

## 技術特點
奈許最擅長的是進攻組織，運球以及投射。他曾經五度加冕聯盟助攻王，並在2005年和2010年的全明星賽上獲得技巧冠軍。在08-09賽季的NBA結束以後，奈許的職業生涯罰球命中率高達90.0%，在NBA歷史上僅次於馬克·普萊斯，排名第二。10-11年季中一度以90.396%超越馬克·普萊斯的90.389%。10-11賽季結束，奈許以90.4%罰球命中率成為NBA歷史上第一人。此外，纳什的職業生涯43.2%的三分球命中率也排在了NBA歷史的第五位。纳什犀利的助攻以及精準的中投讓他被評為聯盟歷史上最好的20名球員之一。另外，他還是歷史上（從1986年開始統計）獲得得分和助攻兩雙數量第四多的球員。2005-06賽季，奈許成為繼拉里·伯德、雷吉·米勒和馬克·普萊斯之後，第四個「180俱乐部」的成员。在07-08、08-09賽季和09-10賽季，奈許再次做到了這一成績。
纳什是第二個兩次獲得NBA MVP的控球後衛（第一次是魔術強森），另外，他還是第三個連續兩季獲得NBA MVP的後衛（之前有麥可·喬登和魔術強森）。在2006年5月11日，ESPN將奈許選為歷史上第九好的控球後衛，在2007年NBA.com進行的一項調查中，85%的NBA總經理將奈許評為現時聯盟中最好的控球後衛。在2009年一項類似的調查中，纳什被選為有最佳傳球能力，以及擁有最高籃球智商的球員。當2007年纳什敗給諾維斯基無緣第三次獲得MVP以後，前波士頓凱爾特人球員，奈史密斯籃球名人紀念堂成員之一的比爾·拉塞爾這樣評價纳什：「我想，奈許是這個世界上最好的運動員之一...我是他的球迷，他獲得了兩次MVP，這是他應得的，理由之一是他具有實力和影響力，別人喜歡和他一起打球，他創造了一個贏球的良好環境。」
奈許特別喜歡擋拆戰術，無論是在達拉斯時和諾維斯基，或在菲尼克斯搭配斯塔德邁爾以及馬里昂，這樣的配合都屢試不爽。纳什身体条件不很出众，因此防守並不算好，但是相當會利用站位製造對手的進攻犯規。在現今NBA球隊主流戰術下，通常不會讓主將浪費體力去防守對方的得分球星。在太陽隊的戰術設計下，防守時奈許皆是對位到敵隊相較於主力球星以外，另一個較弱的後場球員，把奈許防守劣勢的部分隱藏傷害降到最低。

## 生涯成績

### NBA例行賽
| 賽季    | 球隊         | 出賽 | 先發 | 平均上場時間(分鐘) | 投籃命中率(%) | 三分球命中率(%) | 罰球命中率(%) | 平均籃板 | 平均助攻 | 平均抄截 | 平均阻攻 | 平均得分 |
| ------- | ------------ | ---- | ---- | ------------------ | ------------- | --------------- | ------------- | -------- | -------- | -------- | -------- | -------- |
| 1996–97 | 鳳凰城太陽   | 65   | 2    | 10.5               | 42.3          | 41.8            | 82.4          | 1.0      | 2.1      | 0.3      | 0.0      | 3.3      |
| 1997–98 | 鳳凰城太陽   | 76   | 9    | 21.9               | 45.9          | 41.5            | 86.0          | 2.1      | 3.4      | 0.8      | 0.1      | 9.1      |
| 1998–99 | 達拉斯獨行俠 | 40   | 40   | 31.7               | 36.3          | 37.4            | 82.6          | 2.9      | 5.5      | 0.9      | 0.1      | 7.9      |
| 1999–00 | 達拉斯獨行俠 | 56   | 27   | 27.4               | 47.7          | 40.3            | 88.2          | 2.2      | 4.9      | 0.7      | 0.1      | 8.6      |
| 2000–01 | 達拉斯獨行俠 | 70   | 70   | 34.1               | 48.7          | 40.6            | 89.5          | 3.2      | 7.3      | 1.0      | 0.1      | 15.6     |
| 2001–02 | 達拉斯獨行俠 | 82   | 82   | 34.6               | 48.3          | 45.5            | 88.7          | 3.1      | 7.7      | 0.6      | 0.0      | 17.9     |
| 2002–03 | 達拉斯獨行俠 | 82   | 82   | 33.1               | 46.5          | 41.3            | 90.9          | 2.9      | 7.3      | 1.0      | 0.1      | 17.7     |
| 2003–04 | 達拉斯獨行俠 | 78   | 78   | 33.5               | 47.0          | 40.5            | 91.6          | 3.0      | 8.8      | 0.9      | 0.1      | 14.5     |
| 2004–05 | 鳳凰城太陽   | 75   | 75   | 34.3               | 50.2          | 43.1            | 88.7          | 3.3      | 11.5*    | 1.0      | 0.1      | 15.5     |
| 2005–06 | 鳳凰城太陽   | 79   | 79   | 35.4               | 51.2          | 43.9            | 92.1*         | 4.2      | 10.5*    | 0.8      | 0.2      | 18.8     |
| 2006–07 | 鳳凰城太陽   | 76   | 76   | 35.3               | 53.2          | 45.5            | 89.9          | 3.5      | 11.6*    | 0.8      | 0.1      | 18.6     |
| 2007–08 | 鳳凰城太陽   | 81   | 81   | 34.3               | 50.4          | 47.0            | 90.6          | 3.5      | 11.1     | 0.7      | 0.1      | 16.9     |
| 2008–09 | 鳳凰城太陽   | 74   | 74   | 33.6               | 50.3          | 43.9            | 93.3          | 3.0      | 9.7      | 0.7      | 0.1      | 15.7     |
| 2009–10 | 鳳凰城太陽   | 81   | 81   | 32.8               | 50.7          | 42.6            | 93.8*         | 3.3      | 11.0*    | 0.5      | 0.1      | 16.5     |
| 2010–11 | 鳳凰城太陽   | 75   | 75   | 33.3               | 49.2          | 39.5            | 91.2          | 3.5      | 11.4*    | 0.6      | 0.1      | 14.7     |
| 2011–12 | 鳳凰城太陽   | 62   | 62   | 31.6               | 53.2          | 39.0            | 89.4          | 3.0      | 10.7     | 0.6      | 0.1      | 12.5     |
| 2012–13 | 洛杉磯湖人   | 50   | 50   | 32.5               | 49.7          | 43.8            | 92.2          | 2.8      | 6.7      | 0.6      | 0.1      | 12.7     |
| 2013–14 | 洛杉磯湖人   | 15   | 10   | 20.9               | 38.3          | 33.3            | 91.7          | 1.9      | 5.7      | 0.5      | 0.1      | 6.8      |
| 生涯    |              | 1217 | 1052 | 31.3               | 49.0          | 42.8            | 90.4          | 3.0      | 8.5      | 0.7      | 0.1      | 14.3     |
| 明星賽  |              | 7    | 2    | 15.9               | 42.9          | 25.0            | 0.0           | 2.0      | 6.7      | 0.4      | 0.1      | 3.7      |

### NBA季後賽
| 季後賽  | 球隊         | 出賽 | 先發 | 平均上場時間(分鐘) | 投籃命中率(%) | 三分球命中率(%) | 罰球命中率(%) | 平均籃板 | 平均助攻 | 平均抄截 | 平均阻攻 | 平均得分 |
| ------- | ------------ | ---- | ---- | ------------------ | ------------- | --------------- | ------------- | -------- | -------- | -------- | -------- | -------- |
| 1996–97 | 鳳凰城太陽   | 4    | 0    | 3.8                | 22.2          | 25.0            | 0.0           | 0.3      | 0.3      | 0.2      | 0.3      | 1.3      |
| 1997–98 | 鳳凰城太陽   | 4    | 1    | 12.8               | 44.4          | 20.0            | 62.5          | 2.5      | 1.8      | 0.5      | 0.0      | 5.5      |
| 2000–01 | 達拉斯獨行俠 | 10   | 10   | 37.0               | 41.7          | 41.0            | 88.2          | 3.2      | 6.4      | 0.6      | 0.1      | 13.6     |
| 2001–02 | 達拉斯獨行俠 | 8    | 8    | 40.4               | 43.2          | 44.4            | 97.1          | 4.0      | 8.8      | 0.5      | 0.0      | 19.5     |
| 2002–03 | 達拉斯獨行俠 | 20   | 20   | 36.5               | 44.7          | 48.7            | 87.3          | 3.5      | 7.3      | 0.9      | 0.1      | 16.1     |
| 2003–04 | 達拉斯獨行俠 | 5    | 5    | 39.4               | 38.6          | 37.5            | 88.9          | 5.2      | 9.0      | 0.8      | 0.0      | 13.6     |
| 2004–05 | 鳳凰城太陽   | 15   | 15   | 40.7               | 52.0          | 38.9            | 91.9          | 4.8      | 11.3     | 0.9      | 0.2      | 23.9     |
| 2005–06 | 鳳凰城太陽   | 20   | 20   | 39.9               | 50.2          | 36.8            | 91.2          | 3.7      | 10.2     | 0.4      | 0.3      | 20.4     |
| 2006–07 | 鳳凰城太陽   | 11   | 11   | 37.5               | 46.3          | 48.7            | 89.1          | 3.2      | 13.3     | 0.4      | 0.1      | 18.9     |
| 2007–08 | 鳳凰城太陽   | 5    | 5    | 36.6               | 45.7          | 30.0            | 91.7          | 2.8      | 7.8      | 0.4      | 0.2      | 16.2     |
| 2009–10 | 鳳凰城太陽   | 16   | 16   | 33.7               | 51.8          | 38.0            | 89.3          | 3.3      | 10.1     | 0.3      | 0.1      | 17.8     |
| 2012–13 | 洛杉矶湖人   | 2    | 2    | 30.5               | 43.5          | 0.0             | 100.0         | 2.5      | 4.5      | 0.0      | 0.0      | 12.5     |
| 生涯    |              | 120  | 113  | 35.7               | 47.3          | 40.6            | 90.0          | 3.5      | 8.8      | 0.6      | 0.1      | 17.3     |

*註釋: 
1.本數字最後更新於2012年8月14日；
2.粗體字為職業生涯最高。

### 主教练战绩
| 队伍 | 赛季    | 常规赛 | 常规赛 | 常规赛 | 常规赛 | 常规赛 | 季后赛 | 季后赛 | 季后赛 | 季后赛 | 季后赛     |
| 队伍 | 赛季    | 比赛   | 胜     | 负     | 胜率   | 排名   | 比赛   | 胜     | 负     | 胜率   | 结果       |
| ---- | ------- | ------ | ------ | ------ | ------ | ------ | ------ | ------ | ------ | ------ | ---------- |
| BKN  | 2020-21 | 72     | 48     | 24     | .667   | 2      | 12     | 7      | 5      | .583   | 第二輪失利 |
| BKN  | 2021-22 | 82     | 44     | 38     | .537   | 7      | 4      | 0      | 4      | .000   | 第一輪失利 |
| BKN  | 2022-23 | 7      | 2      | 5      | .286   | –      | –      | –      | –      | .      | 開除       |
| 总计 | 总计    | 161    | 94     | 67     | .584   |        | 16     | 7      | 9      | .438   |            |

## 榮譽
- NBA總冠軍：2017年，2018年時任球隊球員發展顧問
- NBA最有價值球員：2005年，2006年
- NBA全明星賽資格：2002年，2003年，2005年，2006年，2007年，2008年，2010年，2012年
- NBA明星周末技巧賽冠軍：2005年，2010年
- NBA最佳陣容：
  - 一隊：2005年，2006年，2007年
  - 二隊：2008年，2010年
  - 三隊：2002年，2003年
- 5次NBA常規賽季平均助攻第一：2005年（11.5次）、2006年（10.5次）、2007年（11.6次）、2010年（11.0次）、2011年（11.4次）
- 6次NBA常規賽季助攻總數第一：2005年（861次）、2006年（826次）、2007年（884次）、2010年（892次）、2011年（855次）、2012年（664次）
- 7次NBA常規賽季每48分鐘平均助攻第一：2004年（12.6次）、2005年（16.1次）、2006年（14.2次）、2007年（15.8次）、2008年（15.5次）、2010年（16.1次）、2011年（16.4次）
- 9次NBA常規賽季單場比賽20次以上助攻：2006年（x2）、2007年（x2）、2008年（x1）、2009年（x3）、2011年（x1）
- 2次NBA常規賽罰球命中率第一：2006年（.921），2010年（.938）[9]
- 4次名列180俱樂部：2006年，2008年，2009年，2010年（史上最多）
- 詹姆斯·沃爾特·肯尼迪公民獎：2007年
- NBA魔術強森獎：2012年
- 加拿大最佳運動員獎：2005年[57]
- 萊昂內爾·科納徹獎年度最佳男運動員：2005年、2006年

## 個人生活
奈許的弟弟馬丁·奈許是退役足球運動員及足球教練，曾為加拿大國家隊出場過38次。他的妹妹喬安·奈許曾為維多利亞大學女足的隊長，曾入選加拿大西部大學體育協會的全明星隊一。2005年6月，奈許與相戀已久的女友阿萊漢德拉·阿馬里利亞結婚，他們於2001年在曼哈頓相識，並在2004年10月14日產下一對雙胞胎女兒，名字分別叫做勞拉和貝拉。
奈許長期受到脊椎前移導致的背痛和肌肉僵硬。由於這種特殊的情況，在休息時，他需要更多地仰臥來放鬆肌肉。

### 慈善事業
2001年，史蒂夫·奈許基金會（Steve Nash Foundation）成立。基金會通過贊助公共事業以及非營利組織來促進兒童健康，它所資助的項目為遭受貧困、疾病、暴力和無人看管的孩子提供幫助，並且為他們提供享受教育、娛樂以及權利的機會。基金會主要活動於菲尼克斯和卑詩，在2004年，史蒂夫·奈許基金會正式被評為慈善團體。2008年 ，基金會作為體育界的優秀慈善組織，被授予史蒂夫·帕特森獎。奈許還為在聖克拉拉大學籃球隊服務超過20年的職員建立了吉姆·珍寧基金（Jim Jennings Memorial Endowment Fund）。
奈許在卑詩贊助了「史蒂夫·奈許青年籃球聯賽」，現在，這項聯賽的參與者已經超過一萬。他還積極捐助飽受戰亂之苦的烏干達兒童。2007年9月，奈許和姚明領銜一隊NBA球員前往中國，與中國男籃進行了一場友誼賽，籌集到2500萬美元的善款，並將捐助給中國需要幫助的孩子。2006年5月，奈許被《時代週刊》評為全球100位最具影響力的人物，籃球評論員查爾斯·巴克利專門撰寫了文章，讚揚他在球場上的無私以及在巴拉圭的一家醫院照顧心臟病患兒的善舉。

### 廣告代言
奈許對代言產品的篩選非常嚴格，他更願意為那些他信任的公司做廣告。在第一次獲得MVP殊榮後，他成為了眾多產品的代言人，包括MDG電腦公司、蕾蒙威手錶、維他命飲料和清澄加拿大瓶裝水等。另外，他還長期為美國最大的體育用品生產商耐克進行代言。和包括姚明、安東尼在內的多名美國NBA巨星一樣，奈許的經紀人是比爾·達菲。

### 足球
奈許在2005年接受一次採訪時說，如果他專心練習足球，他必然能夠成為一名職業運動員，現在，足球仍是他的主要愛好之一，時常可以見到他將籃球當成足球踢著玩耍。當他結識諾維斯基後，兩人立刻就成為了親密無間的好友，他們常常在一起收看足球比賽轉播。很多足球運動員也是奈許的朋友，其中不乏亨利、德爾皮耶羅、哈格里夫斯、安布羅西尼和麥克馬納曼等著名運動員。在沒有比賽任務時，奈許常常與美國大聯盟的紐約紅牛一同訓練，並在紐約中央公園和當地隊伍一起比賽。在NBA入樽大賽中曾經以足球的動作協助斯塔德迈尔和安達·祖蒙特完成入樽的動作。
奈許的父親出生在倫敦的托特納姆，是一名忠實的托特納姆熱刺球迷並持有少量俱樂部的股份。在一次接受時代雜誌採訪時，奈許的父親表示他喜歡作為熱刺股東的感覺，這是他為熱刺唯一能做的貢獻。奈許同樣也是熱刺的忠實球迷，他說他並不像某些美國佬一樣把足球當作賺錢的工具，他希望看著熱刺成功，並且希望能在職業生涯結束以後為熱刺貢獻自己的一份力。另外，奈許還偶然接觸過熱刺的主席丹尼爾·利維和體育總監戴米安·科莫利。
奈許還積極將美國大聯盟帶入加拿大。他在2008年7月和2009年3月，各購買了一部分溫哥華白浪的股份。溫哥華白浪已經在2011年正式加入美國大聯盟。
奈許和雅虎的前主席傑夫·馬里特共同投資了一個名為「女子職業足球」（Women's Professional Soccer）的聯賽。該聯賽於2009年3月正式成立，奈許投資的目的是希望兩個女兒以運動員們為楷模。奈許還在2008年與他人聯合主辦了唐人街8對8足球友誼賽，參加者包括了亨利、基德、貝倫·戴維斯以及他在太陽的隊友拉加·貝爾和巴博薩。奈許在比賽中攻入2球，並帶領球隊最終以8比5獲勝。

### 其他興趣
除了身為職業籃球員與準職業足球員以外，奈許擅長的運動還包括網球、冰球、美式足球、桌球、衝浪、滑板等；其他的喜好還有攝影、電影製作、彈奏吉他、古箏、下西洋棋，奈許也會說西班牙文、拉丁文。
2007年，奈許和他在蒙特利爾的合作夥伴萊昂納德·施勒姆耗資5百萬美元，在溫哥華開辦了史蒂夫奈許體育俱樂部（Steve Nash Sports Club）。俱樂部佔地38,500平方英呎（3,580平方米），這個俱樂部將反映出奈許對於健身的自我理念。
同樣在2007年，奈許為耐克編寫並製作了一部81秒的廣告短片，名為訓練日（Training Day），短片由著名導演朱利安·施納貝爾的女兒勞拉導演，並在Youtube上廣受好評。奈許還與表哥以斯拉·霍蘭德共同參與電影製作，並且想在獨立電影上有所發展。他們的首部創作結晶是來自Meathawk的91秒商業廣告，名為「六百萬美金的人」，這個廣告是為耐克的一款環保運動鞋所創作的，這款鞋由回收材料製成，這也是遵從非常關注環境的奈許的意見。從2008年2月起，奈許開始穿這種鞋，耐克只生產了5000雙鞋子進行銷售。此廣告由奈許編劇，丹尼·維亞和以斯拉·霍蘭德擔當指導，並在2008年的地球日脫穎而出。這部廣告以滑稽的方式模仿了美國經典電視劇六百萬美元男人，斯塔德邁爾和拉加·貝爾也在影片中友情出演。

## 外部連結
- 史蒂夫·纳什在fiba.basketball（英语）
- 史蒂夫·纳什在archive.fiba.com（存檔）（英语）
- 史蒂夫·纳什在NBA官網（英语）
- 史蒂夫·纳什在Basketball-Reference.com（NBA）（英语）
- 史蒂夫·纳什在Basketball-Reference.com（國際）（英语）
- 史蒂夫·纳什在Sports-Reference.com（NCAA）（英语）
- 史蒂夫·纳什在ESPN（NBA）（英语）
- 史蒂夫·纳什在Eurobasket.com（球員）（英语）
- 史蒂夫·纳什在Proballers（英语）
- 史蒂夫·纳什在RealGM（英语）
- 史蒂夫·纳什在Basketball-Reference.com（NBA教練）（英语）
- 史蒂夫·纳什在Eurobasket.com（教練）（英语）
- 史蒂夫·纳什在FIBA名人堂（英语）
- 史蒂夫·纳什在奈史密斯篮球名人纪念堂（英语）
- 史蒂夫·纳什在Olympics.com（英语）
- 史蒂夫·纳什在Olympedia（英语）
- 史蒂夫·纳什在Team Canada（英语）
- 史蒂夫·纳什在Canada's Sports Hall of Fame（英语）
- 史蒂夫·纳什在互联网电影资料库（IMDb）上的資料（英文）
- 史蒂夫·纳什的X（前Twitter）